# لونگواتس
لونگواتس (به صربی: Lunjevac) یک منطقهٔ مسکونی در صربستان است که در اسمدرفو واقع شده‌است. لونگواتس ۶۰۷ نفر جمعیت دارد.